# Halicyclops laminifer
Halicyclops laminifer är en kräftdjursart som beskrevs av H.-V. Herbst 1982. Halicyclops laminifer ingår i släktet Halicyclops och familjen Cyclopidae. Inga underarter finns listade i Catalogue of Life.